# Antikominternski pakt
Antikominternski pakt nastaje potpisivanjem njemačko-japanskog ugovora 25. studenog 1936. godine. Pakt je formalno usmjeren protiv Kominterne (Treća internacionala - totalitarizam), odnosno drugim riječima, tajnim protokolom potpisnici su se obvezali na političku podršku u slučaju rata protiv SSSR-a. Antikominterna paktu 6. studenog 1937. godine pristupili i Italija, a revizijom od 25. studenog 1941. godine i Mađarska, Španjolska, Bugarska, Finska, Rumunjska, Slovačka i NDH.